# きりたんぽ

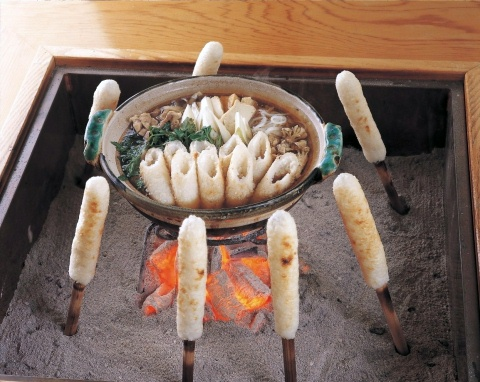
たんぽときりたんぽ鍋

きりたんぽ（切蒲英、切短穂）とは、すりつぶしたうるち米のご飯を杉の棒に先端から包むように巻き付けて焼いたたんぽ餅を棒から外し、食べやすく切った食品。また、それを利用した秋田県の郷土料理。鶏（比内地鶏）のがらで取っただし汁に入れて煮込んだり（きりたんぽ鍋）、味噌を付けて焼いたりして食べる。地域によって食べ方は異なる。

## 起源
元来は冷や飯の利用法として工夫されたものだといわれている。
秋田県大館・鹿角地域の郷土料理で、その地のマタギの料理が起源だったとの説がある。他にもいくつかの説があり、
1. 残った飯を捏ねて棒の先に付け焼いて食べたら旨かった。たまたま、南部藩主が巡視に来たときに食べ、食べ物の名前を訊かれたときに、キリタンポと答えたのが始まり[4]。
2. マタギが山から帰った際、残した飯を潰して棒につけて焼き、獲物のヤマドリや山菜、キノコとともに煮たり味噌をつけて食べたりしていた[3]。

きりたんぽ鍋は家庭料理であることから、鍋に入れる鶏肉に本来は決まりはない。比内地鶏が使われるようになった契機は、比内地鶏の産地である大館市の企業が、煮込んでも硬くなりすぎず鍋物に最適なことに注目してセットで売り出し、成功したことである。その後、県北部の鹿角市が発祥、大館市が本場と定着し、秋田県の郷土料理として広く親しまれるようになった。
これに対して秋田県の南部である由利本荘市、大仙市、横手市、湯沢市周辺では、あまりなじみがある料理ではなかった。きりたんぽが全国的に有名になってから秋田県の名物として県南にも普及した。県南部はむしろ、山形県や宮城県などで広く行われている芋煮会（秋田県では”なべっこ”ということが多い）の分布範囲である。

## 主な種類と概要

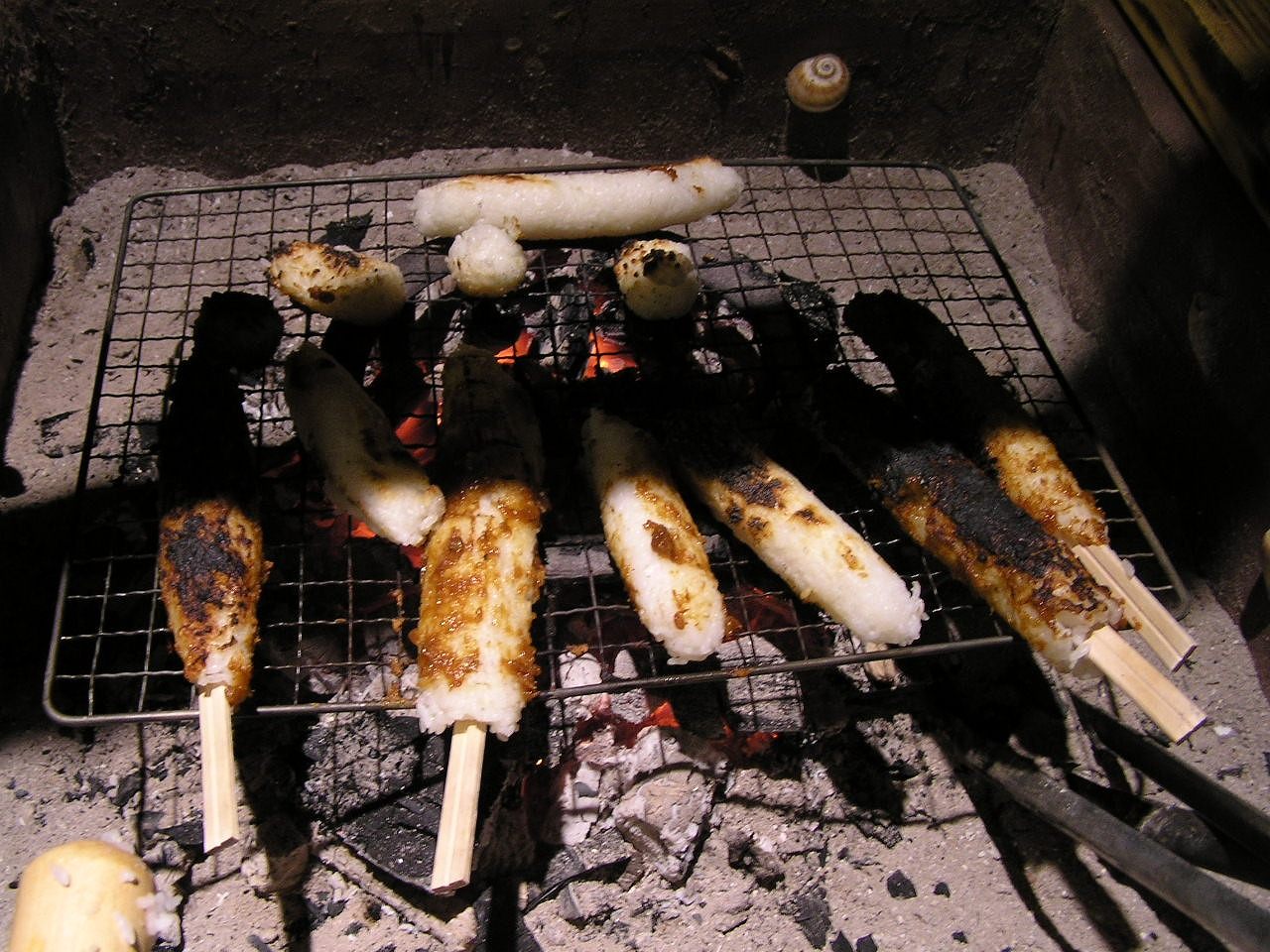
みそつけたんぽ / 味噌をつけて焼いている例。

たんぽ（たんぽ餅）
「短穂（たんぽ）」とは、元来、稽古用の槍につける綿を丸めて布で包んだものであり、杉や竹の棒に半殺し（半分潰すという意味）のご飯を巻き付けたところがたんぽをつけた槍（たんぽ槍）に似ていることから、その名が付いた。
みそつけたんぽ
焼いたたんぽに味噌を塗って食べるもの。みそたんぽとも呼ばれる。
きりたんぽ鍋
鶏（比内地鶏）のガラでとった出汁をベースに濃口醤油、日本酒と砂糖（または味醂）で醤油味のスープを作る。ゴボウ、マイタケ（金茸、銀茸）、比内地鶏など煮えにくい素材から順に入れ、中火で煮立てる。きりたんぽとネギを入れ、味が染みる直前でセリを投入する。セリに火が通ったら完成。
比内地鶏が品種開発される以前は、出汁には比内鶏のものを用いていた。比内地鶏が手に入らない場合はブロイラーのトリガラ、もも肉、鶏皮、ネクタイ（首の肉）で代用すると良い味が出る。
具材について基本はゴボウ、鶏肉、マイタケ、葱、たんぽ、セリの6種 である。入れてはならないとされるものが存在し、シイタケはその代表格で、キノコはシメジかマイタケを使い、他に糸こんにゃくも用いない 。但し現在は特に都心部の店舗や通信販売などを中心に、これらの食材を用いてきりたんぽ鍋を供している場合もある。うるち米を素材とするきりたんぽは長時間煮ると形が崩れるため、食せる状態まで煮たら早めに鍋から引き上げ食べる事が望ましい。特におみやげ品として売られているきりたんぽには、繋ぎとして米粉が混ぜ込まれているため、その場で米を潰して作ったきりたんぽよりも型くずれしやすい。
だまこもち
たんぽのように焼かず、団子状に丸めた類似の伝統料理。

## 行事

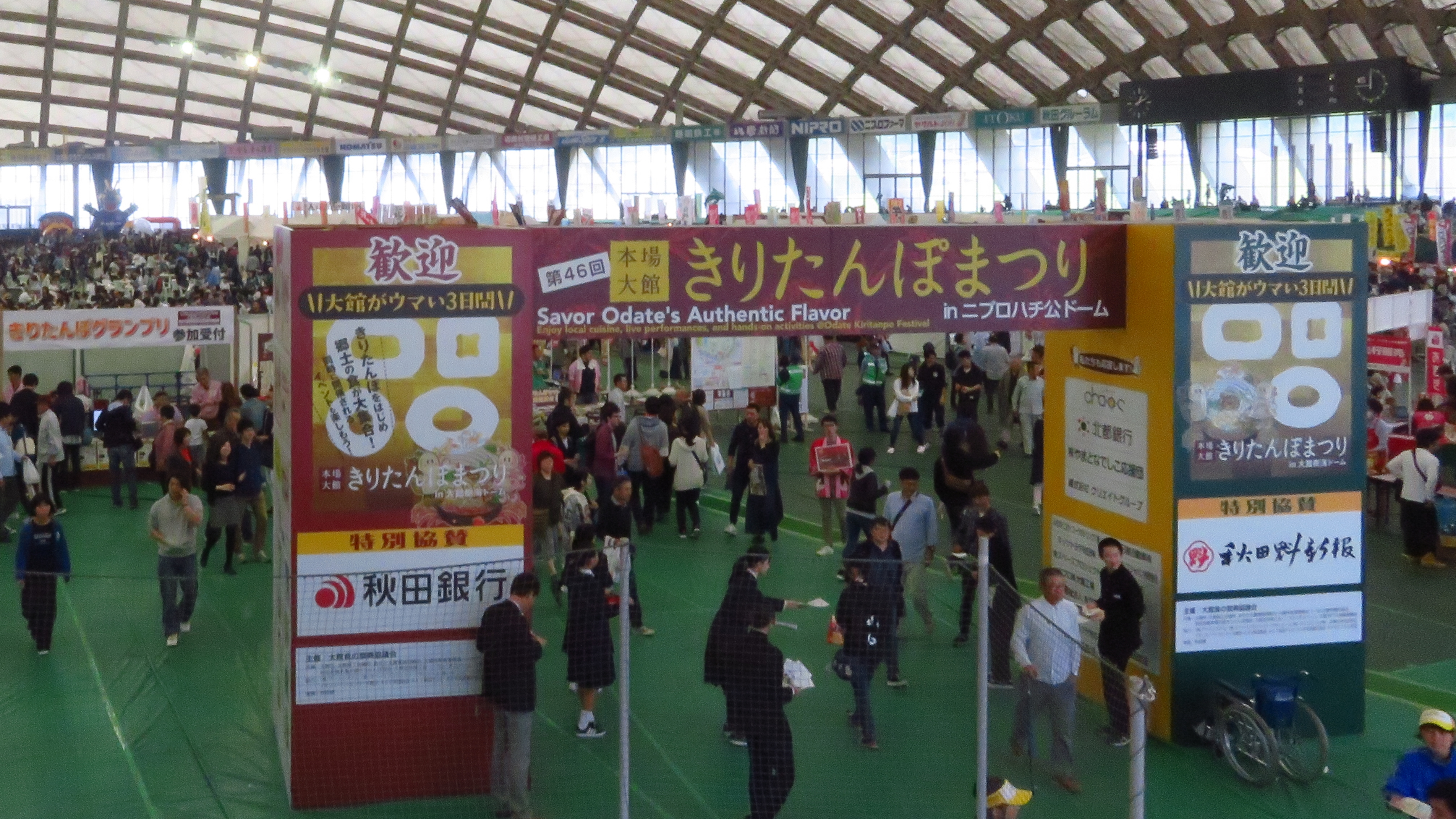
本場大館きりたんぽまつり

秋田県では、主に県北において野外できりたんぽ鍋を作る会合「たんぽ会」が行われる（同じ秋田県でも県南では、元来、きりたんぽ鍋をつくることはあまり多くなく、”なべっこ”（山形県でいう芋煮会）で”いものこ汁（山形県でいう芋煮）が一般的である。また、小学校などでは遠足できりたんぽ鍋を作る「なべっこ遠足」がかつては盛んに行われた。
- 本場大館きりたんぽまつり [9]
秋田県大館市。大館樹海ドーム（10月）。本場大館きりたんぽまつり実行委員会主催、秋田魁新報社・秋田銀行協賛。
- きりたんぽ発祥まつり [10]
秋田県鹿角市。あんとらあなど（11月）。十和田八幡平観光物産協会。

## 評価
- 2007年（平成19年）、農林水産省の「農山漁村の郷土料理百選」の秋田県のノミネート料理のきりたんぽ鍋がインターネット投票で第3位の得票となった。